# Thallomys
Rats des acacias
Genre
Thallomys est un genre de rongeurs de la sous-famille des Murinés. Ces espèces sont communément appelées rats des acacias.

## Liste des espèces
Selon GBIF (29 février 2024) :
- Thallomys loringi (Heller, 1909)
- Thallomys nigricauda (Thomas, 1882) - espèce type
- Thallomys paedulcus (Sundevall, 1846)
- Thallomys shortridgei Thomas & Hinton, 1923

## Classification
Le nom valide complet (avec auteur) de ce taxon est Thallomys Thomas, 1920,. Son espèce type est Thallomys nigricauda (Thomas, 1882).

## Publication originale
- (en) Oldfield Thomas, « The generic Positions of “Mus” nigricauda, Thos., and woosnami, Schwann », Annals and Magazine of Natural History, Londres, Taylor & Francis, vol. 5, no 25,‎ janvier 1920, p. 140–142 (ISSN 0374-5481, OCLC 1481361, DOI 10.1080/00222932008632352, lire en ligne).